# تپه امامزاده فضل بن قاسم
تپه امامزاده فضل بن قاسم مربوط به دوران‌های تاریخی پس از اسلام است و در شهرستان بوئین‌زهرا، روستای چنار سفلی واقع شده و این اثر در تاریخ ۲۵ خرداد ۱۳۸۱ با شمارهٔ ثبت ۵۷۳۲ به‌عنوان یکی از آثار ملی ایران به ثبت رسیده است.